# Гідеон де Віллер

Гідеон де Віллер у Таймлесс. Сапфірова книга

Гідеон де Віллер — один з головних літературних героїв серії романів Таймлесс «Трилогії дорогоцінних каменів» німецької письменниці Керстін Гір.

## Загальні відомості
- Ім'я: Гідеон де Віллер
- Родичі: Пол де Віллер (дядько в п'ятому коліні), Фальк де Віллер (дядько в п'ятому коліні), Рафаель Бертелін (рідний брат)
- Очі: смарагдово-зелені
- Незвичайні здібності:Має ген мандрівника у часі. У Смарагдовій книзі стає безсмертним
- Дорогоцінний камінь: Алмаз
- Кохання: Гвендолін Шеферд
- Освіта: студент медичного коледжу

## Роль в книгах

### Рубінова книга
Гідеон з дитинства знав, що він носій рідкісного гена мандрівника в часі, передається в його сім'ї по чоловічій лінії. Його з дитинства разом з Шарлоттою Монтроуз навчали музики, етикету, історії Англії, бойовим мистецтвам і багато чого іншого для подальшого виконання важливої місії — зібрати кров всіх мандрівників у часі для завершення Кола крові в хронографі. Імовірно зустрічався з Шарлоттою Монтроуз, яка «ніколи не ставила під сумнів слова Гідеона», а Гвендолін, яка виявилася Рубіном Кола крові, напарницею його подорожей в минуле, відверто його зневажала і зовсім не хотіла слухати. Гідеон ж вважав її дурною дівчиною, однією з багатьох, які захоплюються гітаристами рок-груп, але протягом книги з'являються почуття.

## Критика персонажа
В анотації від журналу Justine Magazine Гідеон названий «прекрасним у своїй дражливій поведінці». У рецензії від видання New York Times йдеться, що зелені очі — єдина відмінна риса Гідеона, так як здебільшого він повторює шаблон героя підліткової літератури. У рецензії Publishers Weekly обидва головних герої названі «першокласними» і змушують очікувати продовження трилогії.